# Aldeia do Bispo (Guarda)
Aldeia do Bispo ist eine Gemeinde (Freguesia) im portugiesischen Kreis Guarda. In ihr leben 198 Einwohner (Stand 19. April 2021).